# Oh! Darling
Oh! Darling is een lied dat geschreven is door Paul McCartney van The Beatles. Zoals gebruikelijk staat het op naam van Lennon-McCartney. Oh! Darling verscheen in september 1969 op het album Abbey Road. Het nummer is nooit live door The Beatles gespeeld, maar wel enkele malen uitgevoerd door McCartney. Dit gebeurde o.a. tijdens het Taylor Hawkins Tribute Concert in Londen op 3 september 2022.

## Compositie
Het nummer is sterk beïnvloed door de Rhythm and Blues uit New Orleans zoals de muziek van Fats Domino. De basisstructuur van Oh! Darling is geïnspireerd op de swamppop uit Louisiana.

## Muzikanten
Bezetting volgens Ian MacDonald
- Paul McCartney – zang, achtergrondzang, basgitaar, gitaar
- John Lennon – achtergrondzang, piano
- George Harrison – achtergrondzang, gitaar, synthesizer
- Ringo Starr – drums